# Verve Records
Verve Records je americké hudební vydavatelství, které založil hudební produecnt Norman Granz v roce 1956. Věnovalo se převážně jazzové hudbě (Hank Jones, Charlie Parker, Ben Webster), později vydávalo i folkové nahrávky a nakonec i rockové (The Mothers of Invention, The Velvet Underground, The Blues Project). Vlastníkem vydavatelství je společnost Universal Music Group a jeho sídlo se nachází v Santa Monice v Kalifornii.